# 腸腰筋膿瘍
腸腰筋膿瘍（英語: Iliopsoas abscess）は腸腰筋に生じる膿瘍である。

## 疫学
好発年齢は中高年である。近年では平均年齢は上昇傾向にある。
脊椎疾患が背景にあることが多い。また、糖尿病患者で生じやすいことが知られている。

## 症状
発熱・腰痛・腸腰筋肢位（英語; Psoas position、股関節を伸展すると疼痛が増強するため前屈姿勢を取る）を三主徴とする。

## 検査
血液検査では炎症反応（白血球増多、CRP上昇）がみられるが、非特異的である。
画像検査は、単純X線撮影では発見が難しく、CTやMRIが必要となることが多い。

## 治療
小さいものは抗菌薬のみで治療可能であるが、大きなものはドレナージが必要となる。